# NHKおかあさんといっしょ どうよう 〜はる・なつ・あき・ふゆ〜
『NHKおかあさんといっしょ どうよう 〜はる・なつ・あき・ふゆ〜』（エヌエイチケーおかあさんといっしょ どうよう はる・なつ・あき・ふゆ）は、横山だいすけ、三谷たくみのコンピレーション・アルバム。2013年3月6日にポニーキャニオンから発売された。

## 概要
- NHK教育テレビの子供向け番組「おかあさんといっしょ」の、第11代目の歌のお兄さん・横山だいすけと、第20代目の歌のお姉さん・三谷たくみの2人による、童謡のコンピレーション・アルバムのシリーズ第1弾。
- 本作は、季節の歌を28曲収録。

## 収録曲
- 1.はるがきた
- 2.チューリップ
- 3.めだかの学校
- 4.うれしいひなまつり
- 5.ちょうちょう
- 6.春の小川
- 7.おはながわらった
- 8.こいのぼり
- 9.茶つみ
- 10.かたつむり
- 11.かえるのがっしょう
- 12.あめふり
- 13.あめふりくまのこ
- 14.たなばたさま
- 15.トマト
- 16.うみ
- 17.アイスクリームのうた
- 18.とんぼのめがね
- 19.虫のこえ
- 20.しょうじょう寺のたぬきばやし
- 21.赤とんぼ
- 22.どんぐりころころ
- 23.まつぼっくり
- 24.もみじ
- 25.七つの子
- 26.おしょうがつ
- 27.ゆき
- 28.どじょっこふなっこ